# Carlobruchia
Carlobruchia is een geslacht van kevers uit de familie bladkevers (Chrysomelidae).
De wetenschappelijke naam van het geslacht werd in 1911 gepubliceerd door Spaeth.

## Soorten
- Carlobruchia boliviana Borowiec, 1995
- Carlobruchia carbonaria (Klug, 1829)
- Carlobruchia tricostata (Spaeth, 1907)